# 5 (Lamb)
5 è il quinto album discografico del gruppo musicale inglese Lamb, pubblicato il 5 maggio 2011.
Il 16 novembre 2015 è stata pubblicata la ristampa dell'album, contenente cinque brani aggiuntivi.

## Tracce

### Prima edizione (2011)
1. Another Language  - 4:18
2. Butterfly Effect  - 3:43
3. Build a Fire  - 3:43
4. Wise Enough  - 4:45
5. Existential Itch  - 2:23
6. Strong the Root  - 3:50
7. Rounds  - 4:12
8. She Walks  - 3:06
9. Last Night the Sky  - 3:42
10. The Spectacle  - 4:00

### Seconda edizione (2015)
1. Another Language  - 4:18
2. Butterfly Effect  - 3:43
3. Build a Fire  - 3:43
4. Wise Enough  - 4:45
5. Existential Itch  - 2:23
6. Strong the Root  - 3:50
7. Rounds - 4:12
8. She Walks  - 3:06
9. Last Night the Sky  - 3:42
10. The Spectacle  - 4:00
11. Back to Beginning  - 3:17
12. Dischord  - 2:28
13. Rounds (demo)  - 3:15
14. Last Night the Sky (Instrumental)  - 3:38
15. The Spectacle (reprise)  - 3:14